# Ludvík Krejčí
Ludvík Krejčí (17 août 1890 – 9 février 1972) était un militaire tchécoslovaque qui c'est illustré lors de la Première Guerre mondiale.
Il est enrôlé et combat lors de la Première Guerre mondiale dans l'armée austro-hongroise ; capturé sur le front roumain, il intègre les Légions tchécoslovaques puis est évacué par le trans-sibérien. En juillet 1920 il est intégré comme colonel dans l'Armée tchécoslovaque. En septembre 1938, il combattit l'Insurrection allemande des Sudètes.

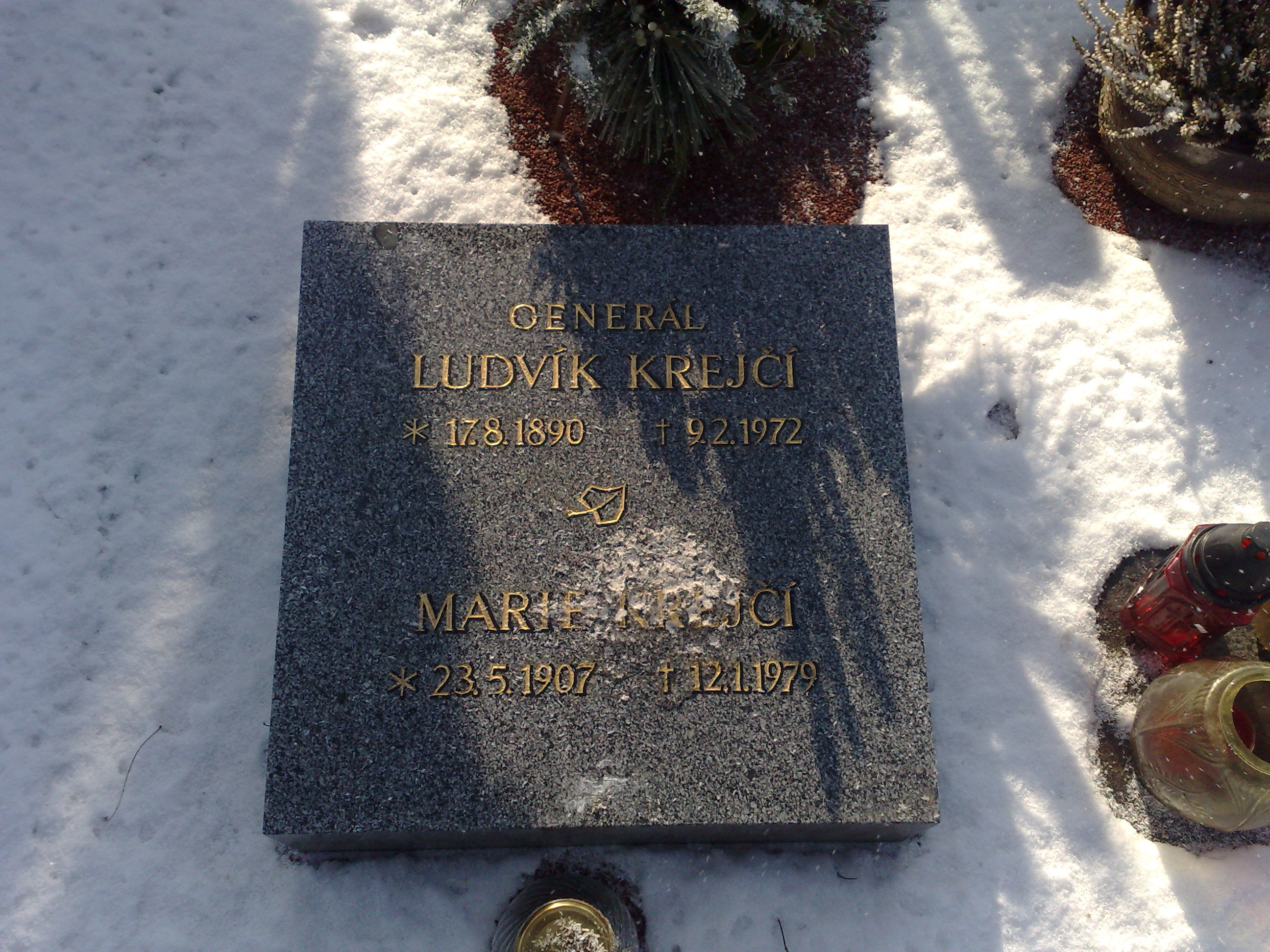
Sa tombe au cimetière de Tuřany.